# 明临答夫
明临答夫（명림답부，67年？—179年），高句丽国相，是高句丽历史上的第一位大对卢（国相），曾弑杀高句丽昏君次大王，《三国史记》记载明临答夫坐原成功抵御东汉玄菟郡太守耿临军队的入侵，正當東漢準備撤軍之時，趁勢率領高句麗的軍隊對東漢殘兵追擊。 
　

## 生平
明临答夫原为高句丽太祖王时期的一名地方官员。太祖王逝世时，已成为高句丽宫中的大臣。146年，高句丽次大王继位后，受到昏君的打压。165年，99岁高龄的明临答夫在高句丽贵族和众臣的支持下将次大王弑杀，并拥立次大王的弟弟高伯固为高句丽新君主。明临答夫事后成为高句丽国相，并成为高句丽历史上的第一位国相。据记载明临答夫为贤明之人，在其任职期间高句丽在政治、经济和军事方面都得到提高。
172年，明临答夫在坐原成功抵御东汉玄菟郡太守耿临军队的入侵。179年，113岁高龄的明临答夫逝世。